# Bucătăria coreeană

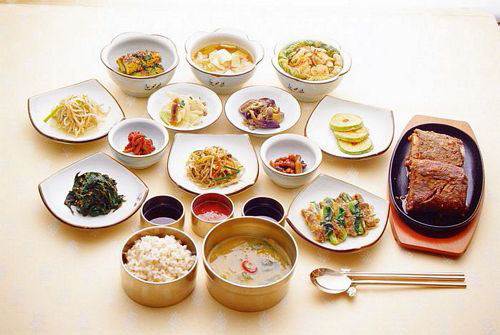
Produse tradiționale coreene servite în timpul mesei.

Bucătaria coreeană  își  are originile în tradițiile preistorice din  Peninsula Coreeană evolueând printr-o interacțiune complexă a tendințelor de mediu, politiceși culturale .
Bucătăria coreeană se bazează în mare parte pe  orez, legume și carne. Bucătăria  tradițională coreenă este remarcată pentru numărul de garnitură  (banchan) ce însoțeste orezul fiert si cu bob scurt . Kimchi este servit de multe ori, uneori, la fiecare masa. Ingredientele utilizate în mod obișnuit includ ulei de susan, doenjang (pasta fermentata de fasole), sos de soia coreean, sare, usturoi, ghimbir, ardei iute,  gochujang (pasta fermentata de chili).
Ingrediente și preparate variază în funcție de provincie. Multe feluri de mâncare regionale au devenit național, precum și feluri de mâncare care au fost odată regionale au proliferat in diferite variatii si din intreaga tara. Bucataria curții regale coreene a adus o dată toate specialitățile regionale unice impreuna pentru familia regala. Mesele sunt reglementate de ethichetecoreene culturale și feluri de mâncare variază în funcție de provincie. Multe feluri de mâncare regionale au devenit naționale, precum și feluri de mâncare care au fost odată regionale au proliferat in diferite variatii si din intreaga tara.